# Narcaeus
Narcaeus es un género de arañas cangrejo de la familia Thomisidae. Contiene una sola especie, Narcaeus picinus. La especie fue descrita por Thorell en 1890.

## Distribución
Se distribuye por Asia: Indonesia.